# Palaeomicroides discopurpurella
Palaeomicroides discopurpurella là một loài bướm đêm thuộc họ Micropterigidae. Nó được Issiki miêu tả năm 1931. Loài này có ở Đài Loan.